# بارايسوبوليس
بارايسوبوليس (بالبرتغالية: Paraisópolis‏)؛ بلدية تقع في ولاية ميناس جيرايس بالبرازيل، بلغ عدد سكانها 19392 نسمة بحسب تقديرات عام 2010. تحتوي البلدية على جزء من منطقة محمية طبيعية في فيرناو دياس بمساحة تصل إلى 180,373 هكتار التي تم إنشاؤها في عام 1997.